# Ingenio Pedernales
El Ingenio Pedernales S.A., de C.V., de Grupo Santos, está localizado dentro de la comunidad de Pedernales, en el municipio de Tacámbaro, Michoacán (México). Su ramo industrial se centra en la fabricación de azúcar y mieles, productos derivados de la caña de azúcar. Actualmente, la fábrica pertenece a la empresa familiar regiomontana de "Grupo Santos," cuyo líder del corporativo adquirió del Gobierno Federal cuatro ingenios azucareros, a principios de la década de los años noventa.

## Ubicación
La fábrica azucarera se localiza en la tenencia de Pedernales, en el municipio de Tacámbaro, Michoacán. Se encuentra a 120 kilómetros de distancia de la ciudad de Morelia, y a 456 kilómetros de la capital de la República.

## Historia
El Ingenio de Pedernales comenzó siendo un trapiche azucarero. Por esa razón, data desde los tiempos coloniales; es decir, desde principios del siglo XVI, cuando algunos encomenderos españoles adquirieron las tierras de este lugar con el fin de trabajarlas para su beneficio personal, así como de la Corona española. Fue precisamente en las primeras décadas del siglo XVI, cuando el encomendero Cristóbal de Oñate plantó por primera vez la caña de azúcar en Tacámbaro. Tan sólo un par de años después, la familia de encomenderos Peredo fundaría la hacienda de Pedernales, dedicando este establecimiento a la producción de piloncillo. Para lograr con dicho objetivo, construyeron un trapiche azucarero accionado por fuerza motriz animal. Años más tarde, Agustín de Barandiarán, de origen español, se convertiría en el dueño.
Poco se sabe acerca de la hacienda de Pedernales durante los siglos XVII y XVIII; Sin embargo, en 1760 aparece en posesión de órdenes religiosas. Un siglo después, mediante la desamortización de los bienes eclesiásticos, la familia Bermejillo de origen español, con Pío Bermejillo a la cabeza, adquiere la propiedad en el año de 1877. Tras la compra de la hacienda por parte de los Bermejillo, el molino azucarero pasó de ser movido por fuerza motriz animal, a ser accionado por energía hidráulica. Pero a partir de las primeras décadas del siglo XX, el trapiche se modernizó a energía eléctrica.
La Revolución Mexicana de 1910 generó una crisis productiva en la hacienda de Pedernales. Casi poco más de dos décadas después,  las tierras pertenecientes a la finca azucarera fueron fraccionadas para dar paso al ejido de Pedernales, lo que aumentó la problemática productiva de esta propiedad. Por el año de 1958, dada la crisis económica que venía arrastrando desde hace algunas décadas atrás, Luis Bermejillo Braniff, propietario del establecimiento, se asoció con el ingeniero de origen mexicano Manuel Mestre, modernizando el molino a tal punto de convertirse en todo un ingenio azucarero capaz de producir azúcar, miel y aguardiente. Sin embargo, en el año de 1960 el gobierno mexicano adquirió buena parte de las industrias del país, dando inicio a una etapa de "estatización" que abarcó un periodo de más de 20 años. En ese tenor, el ingenio de Pedernales pasó a manos del sector oficial, en 1975,  terminando el legado Bermejillo en la región.

## Estatización de la industria azucarera
La estatización, también conocida como nacionalización, es un proceso en el cual el estado toma el control de una empresa, generalmente privada, en el que incluso puede llegar a expropiarla. En ese sentido, a partir de la década de los años sesenta comenzó un proceso de nacionalización por parte del gobierno mexicano hacia una serie de empresas dedicadas a diversos sectores industriales como la banca, la electricidad y algunas fábricas azucareras. Debemos señalar que estas acciones se debieron, en buena medida, a rescatar los empleos generados por las empresas privadas que estuvieron a punto de desaparecer. Fue precisamente en el año de 1975, cuando el ingenio Pedernales se convirtió en empresa paraestatal.

## Privatización de la industria azucarera
La privatización de empresas estatales fue una tendencia a nivel mundial ante los problemas que enfrentaba el sector público en la década de 1970. En México, el proceso de privatización de las empresas estatales tuvo lugar en tres etapas, correspondientes a los sexenios que van de 1982 al año 2000. Para el caso de la industria azucarera nacional mexicana, a partir de 1988 se decretó la venta de ingenios por paquetes; es decir, uno costeable y otro incosteable. En el presente caso, al adquirir Alberto Santos de Hoyos los ingenios de Bella Vista y Popular, tuvo que elegir entre dos fábricas incosteables, como fueron los casos de Pedernales y Puruarán. El valor total de las empresas se fijó en los siguientes precios: 64, 600 millones de pesos viejos para el ingenio de Alianza Popular, en San Luis Potosí; 32,380 millones de pesos viejos para el de Vista Bella, en Jalisco; 10,400 millones de pesos viejos por el de Pedernales y 4,620 millones de pesos viejos por el de Puruarán.De esta manera, en el año de 1991 el Ingenio de Pedernales fue adquirido por el ingeniero de origen regiomontano, Alberto Santos de Hoyos. 